# Bystřice pod Lopeníkem
Bystřice pod Lopeníkem település Csehországban, a Uherské Hradiště-i járásban. Bystřice pod Lopeníkem Nezdenice, Komňa, Lopeník és Bánov településekkel határos. Lakosainak száma 856 fő (2024. január 1.).

## Népesség
A település lakosságának változását az alábbi diagram mutatja:
| Lakosok száma | 739  | 850  | 1008 | 962  | 1013 | 800  | 792  | 813  | 831  | 856  |
|               | 1869 | 1890 | 1921 | 1950 | 1980 | 2001 | 2017 | 2019 | 2022 | 2024 |